# Myitkyina Airport
Myitkyina Airport (IATA: MYT, ICAO: VYMK) är en flygplats i Myanmar. Den ligger i delstaten Kachin och staden Myitkyina i den norra delen av landet, 600 km norr om huvudstaden Naypyidaw. Myitkyina Airport ligger 145 meter över havet.